# Turania (planta)
Turania es un género de plantas fanerógamas con cuatro especie pertenecientes a la familia Amaranthaceae.

## Taxonomía
El género fue descrito por Akhani & Roalson y publicado en International Journal of Plant Sciences 168(6): 946. 2007

## Especies
- Turania androssowii (Litv.) Akhani
- Turania aperta (Paulsen) Akhani
- Turania deserticola (Iljin) Akhani
- Turania sogdiana (Bunge) Akhani